# Paradoxophyla
Paradoxophyla – rodzaj płazów bezogonowych z podrodziny Scaphiophryninae w rodzinie wąskopyskowatych (Microhylidae).

## Zasięg występowania
Rodzaj obejmuje gatunki występujące we wschodnim i północno-wschodnim Madagaskarze.

## Morfologia
Długość ciała samic 22,1–30,7 mm, samców 17,5–22,1 mm.

## Systematyka

### Etymologia
Paradoxophyla: gr. παραδοξος paradoxos „nieoczekiwany, niewiarygodny, niezwykły”; φυλη phulē „gatunek”.

### Podział systematyczny
Do rodzaju należą następujące gatunki:
- Paradoxophyla palmata (Guibé, 1974)
- Paradoxophyla tiarano Andreone, Aprea, Odierna & Vences, 2006